# فرانك بنسون
فرانك بنسون (بالإنجليزية: Frank Benson)‏ ممثل بريطاني (ولد يوم 4 نوفمبر من العام 1858 في ويلز) كان مدير فرقة مسرحية ضمت أيضاً الممثل باسل راثبون. وانتج جميع مسرحيات شكسبير باستثناء ثلاث مسرحيات

## سيرته
تلقى فرانك بنسون تعليمه في جامعة وينشستر وكلية نيو كوليج بجامعة أكسفورد. وتميز في الجامعة كونه رياضي حيث فاز بسباق الجامعة المشترك لثلاثة أميال وكذلك بصفته ممثل هاوِ. وفيما يتعلق بالنقطة الأخيرة فمن الجدير بالذكر أنه قد ذاع صيته بعدما قدم العرض الأول للمسرحية اليونانية «أجاممنون» على مسرح جامعة أكسفورد والتي شارك فيها العديد من رجال أكسفورد ممن أصبحوا بعدها مشهورين في مجالات أخرى.
```
وبعد مرور سنة -وبناء على الدعوة الموجهة من هربرت برانستون غراي- نظم بنسون عرض باللغة اليونانية للأسطورة اليونانية«السيستيس» بكلية برادفيلد ولعب دور أَبُولُو.
```

وبعد رحليه من أكسفورد، احترف التمثيل. فقد ظهر لأول مرة على مسرح الليسيوم تحت إشراف هنري إيفرنج في مسرحية «روميو وجولييت» التي عُرضت في باريس عام 1882م، وفي السنة التي تلتها أسس شركة يديرها بنفسه حيث تقلد المنصب خلفاً لوالتر بنيتلي. 
ومنذ ذلك الحين اتسعت شهرته بصفته ممثل للأدوارالرئيسة والمنظم للشركة الوحيدة المعاصرة الخاصة بمسرح الذخائر التي تقوم بعمل جولات فنية عبر المقاطعات على حد سواء.
واكتسب بينسون نجاحاته الأساسية خارج لندن لعدة سنوات ولكنه قضى موسماً على مسرح جلوب في عام 1890م وعلى مسرح الليسيون عام 1900م بينما قدم مؤلفاته على مسرح كورونيت بعدها بسنوات لاحقة. وضمت شركته من وقت لآخر ممثلين وممثلات ممن تدربوا على يديه مما جعله يشتهر على حسابهم. وقد أثر بنسون تأثيراً مهماً في المسرح المعاصرعن طريق تأسيسه لهذه الشركة وكذلك تأسيسه لمدرسة التمثيل الدرامي عام1901م.

## روابط خارجية
- فرانك بنسون على موقع IMDb (الإنجليزية)
- فرانك بنسون على موقع الموسوعة البريطانية (الإنجليزية)
- فرانك بنسون على موقع قاعدة بيانات الفيلم (الإنجليزية)